# 361
361 (CCCLXI) var ett normalår som började en måndag i den julianska kalendern.

## Händelser

### Okänt datum
- Julianus Apostata blir romersk kejsare och försöker återställa dyrkandet av de gamla gudarna i Romarriket.
- Gregorios blir präst i Nazianzus.
- Jin Aidi efterträder Jin Mudi som kejsare av Kina.

## Avlidna
- 3 november – Constantius II, romersk kejsare 337–361
- Jin Mudi, kejsare av Kina
- Zhu Jingjian, buddhistisk nunna